# Wronki (gromada w powiecie szamotulskim)
Wronki – dawna gromada, czyli najmniejsza jednostka podziału terytorialnego Polskiej Rzeczypospolitej Ludowej w latach 1954–1972.
Gromady, z gromadzkimi radami narodowymi (GRN) jako organami władzy najniższego stopnia na wsi, funkcjonowały od reformy reorganizującej administrację wiejską przeprowadzonej jesienią 1954 do momentu ich zniesienia z dniem 1 stycznia 1973, tym samym wypierając organizację gminną w latach 1954–1972.
Gromadę Wronki z siedzibą GRN w mieście Wronkach (nie wchodzącym w skład gromady) utworzono 1 stycznia 1960 w powiecie szamotulskim w woj. poznańskim z obszarów zniesionych gromad: Nadolnik i Nowawieś w tymże powiecie.
W 1965 gromada miała 27 członków GRN.
1 stycznia 1970 do gromady Wronki włączono 310,08 ha z miasta Wronki w tymże powiecie, natomiast 63,3149 ha (części wsi Nowa Wieś – 43,7904 ha, i Stróżki – 19,5245 ha) z gromady Wronki włączono do miasta Wronki.
Gromada przetrwała do końca 1972 roku, czyli do kolejnej reformy gminnej. 1 stycznia 1973 w powiecie szamotulskim reaktywowano zniesioną w 1954 roku gminę Wronki.